# Coppa Sabatini 1953
La Coppa Sabatini 1953, seconda edizione della corsa, si svolse l'8 ottobre 1953 su un percorso di 200 km. La vittoria fu appannaggio dell'italiano Primo Volpi, che completò il percorso in 5h56'00", precedendo i connazionali Odino Baldarelli e Dante Rivola.

## Ordine d'arrivo (Top 10)
| Pos. | Corridore         | Squadra               | Tempo    |
| ---- | ----------------- | --------------------- | -------- |
| 1    | Primo Volpi       | Arbos                 | 5h56'00" |
| 2    | Odino Baldarelli  | Guerra                | a 2'10"  |
| 3    | Dante Rivola      | Bartali               | s.t.     |
| 4    | Mario Ciabatti    | Fréjus                | s.t.     |
| 5    | Gianni Ghidini    | Lygie                 | s.t.     |
| 6    | Livio Tagliaferri | S.S. Mengoli          | s.t.     |
| 7    | Sergio Vitali     | Bottecchia            | a 3'00"  |
| 8    | Renzo Accordi     | Girardengo-Hutchinson | s.t.     |
| 9    | Andrea Prisco     | Ganna                 | s.t.     |
| 10   | Gino Cartacci     |                       | s.t.     |